# حشره‌خوار دم‌دراز مکزیکی
 حشره‌خوار دم‌دراز مکزیکی (نام علمی: Sorex oreopolus) نام یک گونه از سرده حشره‌خوارهای دم‌دراز است.